# 吉井温泉 (群馬県)
吉井温泉（よしいおんせん）は、群馬県高崎市吉井町にある温泉。

## 泉質
- ナトリウム - 塩化物強塩泉

## 温泉街
日帰り入浴施設「牛伏の湯」が存在する。
但し、源泉は入浴施設と離れた位置にあり、入浴施設から約1kmの場所にある。
宿泊施設は存在しない。

## 歴史
開湯は1999年5月である。
2011年に廃業(閉館)

## アクセス
- 鉄道 : 上信電鉄上信線吉井駅よりタクシーで約5分。または送迎バス。
- 車 : 上信越自動車道吉井ICより約5分。